# Riva Ridge
Riva Ridge, född 13 april 1969 på The Meadow i Doswell i Virginia, död 21 april 1985 på Claiborne Farm i Paris i Kentucky, var ett engelskt fullblod, mest känd för att ha segrat i Kentucky Derby (1972) och Belmont Stakes (1972).
Riva Ridge var även stallkamrat med Secretariat, och var till stor del ansvarig för att rädda Meadow Stable från konkurs.

## Bakgrund
Riva Ridge var en brun hingst efter First Landing och under Iberia (efter Heliopolis). Han föddes upp av Meadow Stud, Inc. och ägdes av Meadow Stable som ägdes av Christopher Chenery. Han tränades under tävlingskarriären av Lucien Laurin och reds oftast av Ron Turcotte.
Riva Ridge fick sitt namn av Chenerys dotter Penny och hennes man, John Tweedy, för att hedra deras favoritskidbacke i Vail, Colorado.
Riva Ridge tävlade mellan 1971 och 1973 och sprang in totalt 1 111 347 dollar på 30 starter, varav 17 segrar, 3 andraplatser och 1 tredjeplats. Han tog karriärens största segrar i Kentucky Derby (1972) och Belmont Stakes (1972). Han segrade även i Champagne Stakes (1971), Futurity Stakes (1971), Laurel Futurity (1971), Flash Stakes (1971), Garden State Futurity (1971), Hibiscus Stakes (1972), Blue Grass Stakes (1972), Hollywood Derby (1972), Brooklyn Handicap (1973), Massachusetts Handicap (1973) och Stuyvesant Handicap (1973).

## Karriär

### Tvååringssäsongen 1971
Riva Ridge gjorde tävlingsdebut den 9 juni 1971 på Belmont Park. Han startade som favoritspelad, men blev störd i starten och slutade sjua. Man satte istället på honom blinkers, varpå han segrade i två raka starter, efter att ha tagit ledningen i båda löpen. I Great American Stakes blev han återigen besegrad som favorit och slutade åtta.
I sin nästa start i Flash Stakes på Saratoga Race Course gynnades Riva Ridge av ett jockeybyte till Ron Turcotte. Turcotte red Riva Ridge på innerspår, vilket resulterade i en 2 1⁄2 längd seger. Turcotte arbetade sedan med Riva Ridge för att förbättra hans rädsla för startmomentet som han fått efter hans första löp. Riva Ridge vann fyra raka stakeslöp under hösten 1971, vilket gav honom utmärkelsen US Champion 2-Yr-Old (1971).

### Treåringssäsongen 1972
I början av 1972 meddelade Laurin att Riva Ridge endast skulle starta i tre löp före Kentucky Derby, vilket chockade många åskådare. I sin debut som treåring segrade Riva Ridge i Hibiscus Stakes på Hialeah Park Race Track. Han startade sedan i Everglades Stakes där han slutade fyra. I sin nästa start segrade han i Blue Grass Stakes, vilket var hans sista löp före Kentucky Derby nio dagar senare.
I Kentucky Derby tog Riva Ridge ledningen tidigt och höll den under hela löpet, och segrade med 3 1⁄4 längder. Turcotte hade klippt större hål i Riva Ridges blinkers eftersom det skulle göra hästen mer startsnabb.
Efter hans favoritseger i Kentucky Derby, förväntade sig många att Riva Ridge skulle vinna Triple Crown. Han startade även som favoritspelad i Preakness Stakes, men slutade han fyra efter skrällen Bee Bee Bee, efter att regnet gjort banan tung. I Belmont Stakes segrade Riva Ridge med sju längder.
Senare under sin treåringssäsong segrade Riva Ridge i Hollywood Derby med en nos, men fick sedan fem raka förluster, varav två till Key to the Mint.

### Fyraåringssäsongen 1973
Som fyraåring fick Riva Ridge problem med njurarna samt en kroniskt axelskada, men segrade ändå i fem av de nio löpen han deltog i. Företaget Philip Morris (som tillverkade Marlboro-cigaretter) sponsrade vad som skulle bli ett matchlöp med stallkamraten Secretariat. Efter att båda hästarna slagits i förberedande löp inför matchlöpet, ändrades det till ett inbjudningslöp för treåriga och äldre topphästar. På rekordtid slutade Secretariat (riden av Turcotte) etta och Riva Ridge (riden av Eddie Maple) slutade tvåa. Båda hästarna överträffade världsrekordtiden.

### Som avelshingst
Efter Christopher Chenerys död i januari 1973 såldes Riva Ridge och hans stallkamrat Secretariat till avelssyndikat och stallades upp som avelshingstar på Claiborne Farm i slutet av 1973. Riva Ridge syndikerades för 5,12 miljoner dollar och Secretariat för 6,08 miljoner dollar. Av Riva Ridges 360 namngivna föl blev 228 segrare, varav 29 blev stakesvinnare.

### Död
Riva Ridge avled av en hjärtattack i sin hage den 21 april 1985. Claibornes personal såg honom ramla omkull i sin hage och rusade omedelbart fram till honom, men han hade dött när han slog i marken. Han blev 16 år gammal.

## Stamtavla
| Efter First Landing | Turn-To    | Royal Charger | Nearco         |
| Efter First Landing | Turn-To    | Royal Charger | Sun Princess   |
| Efter First Landing | Turn-To    | Source Sucree | Admiral Drake  |
| Efter First Landing | Turn-To    | Source Sucree | Lavendula      |
| Efter First Landing | Hildene    | Bubbling Over | North Star     |
| Efter First Landing | Hildene    | Bubbling Over | Beaming Beauty |
| Efter First Landing | Hildene    | Fancy Racket  | Wrack          |
| Efter First Landing | Hildene    | Fancy Racket  | Ultimate Fancy |
| Undan Iberia        | Heliopolis | Hyperion      | Gainsborough   |
| Undan Iberia        | Heliopolis | Hyperion      | Selene         |
| Undan Iberia        | Heliopolis | Drift         | Swynford       |
| Undan Iberia        | Heliopolis | Drift         | Santa Cruz     |
| Undan Iberia        | War East   | Easton        | Dark Legend    |
| Undan Iberia        | War East   | Easton        | Phaona         |
| Undan Iberia        | War East   | Warrior Lass  | Man o' War     |
| Undan Iberia        | War East   | Warrior Lass  | Sweetheart     |